# Меловая (Новосибирская область)
Меловая — исчезнувшая деревня в Венгеровском районе Новосибирской области России. На момент упразднения входила в состав Тартасского сельсовета. Исключена из учётных данных в 1972 году.

## География
Располагалась у озера Талбак, в 6 км к северо-востоку от деревни Ильинка.

## История
В 1928 году деревня состояла из 43 хозяйств. В административном отношении входила в состав Ильинского сельсовета Меньшиковского района Барабинского округа Сибирского края. В деревне располагались школа 1-й ступени.
Решением Новосибирского облисполкома от 24.04.1972 г. № 264 деревня исключена из учётных данных как фактически не существующая.

## Население
По переписи 1926 г. в деревне проживал 251 человек (118 мужчин и 133 женщины), основное население — русские.